# دونكان ويب
دونكان ويب هو سياسي نيوزيلندي، ولد في 1968. نشط حزبياً في حزب العمال النيوزيلندي. وقد انتخب عضو مجلس النواب النيوزيلندي ‏ عن دائرة Christchurch Central ‏ وقد انضم خلال فترته النيابية ‏ للكتلة البرلمانية حزب العمال النيوزيلندي.